# わんニャンどうぶつ病院
『わんニャンどうぶつ病院』（わんニャンどうぶつびょういん）は、日本コロムビアから発売されている獣医師の仕事をミニゲームで体験する女の子向けのアドベンチャーゲーム。ゲームボーイアドバンス（GBA）版とニンテンドーDS版の2種類が存在する。

## GBA版
正式タイトルは『わんニャンどうぶつ病院 〜☆動物のお医者さん育成ゲーム☆〜』。TDKコアより2003年7月25日に発売された。
研修医としてわんニャン動物病院に勤務することになった主人公が、研修中の2年間に院内で起きる様々なイベントをクリアして行く。登場する犬は35種・猫は15種以上。

## DS版
2010年10月28日に日本コロムビアより発売。あこがれガールズコレクションシリーズの第4弾。
GBA版とタイトルは同一であり、同じわんニャン動物病院を舞台としている共通点は存在するが主人公は外部から来た研修医でなく院長の娘となっている。犬、猫合わせて30種類登場する。

### DS版の登場人物
パパ
どうぶつ病院の院長
ママ

あかい まさはる

ももい はるか

みどりかわ しょう

あおき ゆい

くろさき れん

## ゆずのどうぶつカルテ（漫画）
少女漫画雑誌『なかよし』とのコラボレーションで、伊藤みんごによる漫画『ゆずのどうぶつカルテ 〜こちら わんにゃんどうぶつ病院〜』が同誌で連載された。日本コロムビアは原案協力となっている。2016年9月号から2018年12月号にかけて小学生編、2019年1月号 - 2019年12月号にかけて中学生編『ゆずのどうぶつカルテ 〜小さな獣医〜 こちら わんにゃんどうぶつ病院』が連載。動物が苦手なゆずが、動物病院のお手伝いをすることになる。
この漫画を原作とした小説版も、辻みゆきによる文章で児童文学レーベル『青い鳥文庫』から発売された。

### 既刊一覧
講談社コミックスなかよし
- 伊藤みんご（作）･日本コロムビア（原案協力）『ゆずのどうぶつカルテ 〜こちら わんにゃんどうぶつ病院〜』、全7巻
  1. 2016年12月6日発売、ISBN 978-4-06-391531-0
  2. 2017年5月1日発売、ISBN 978-4-06-391543-3
  3. 2017年10月6日発売、ISBN 978-4-06-391552-5
  4. 2018年3月6日発売、ISBN 978-4-06-511130-7
  5. 2018年6月6日発売、ISBN 978-4-06-511773-6
  6. 2018年10月5日発売、ISBN 978-4-06-513392-7
  7. 2019年2月6日発売、ISBN 978-4-06-514590-6
- 伊藤みんご（作）･日本コロムビア（原案協力）『ゆずのどうぶつカルテ 〜小さな獣医〜 こちら わんにゃんどうぶつ病院』、全3巻
  1. 2019年6月6日発売、ISBN 978-4-06-516198-2
  2. 2019年11月6日発売、ISBN 978-4-06-517808-9
  3. 2020年1月6日発売、ISBN 978-4-06-518266-6

講談社青い鳥文庫
- 辻みゆき(文)･伊藤みんご(原作・絵)･日本コロムビア(原案協力)『小説 ゆずのどうぶつカルテ 〜こちら わんニャンどうぶつ病院〜』、全12巻
  1. 2019年4月11日発売、ISBN 978-4-06-515229-4
  2. 2019年8月8日発売、ISBN 978-4-06-516965-0
  3. 2019年11月14日発売、ISBN 978-4-06-517698-6
  4. 2020年2月5日発売、ISBN 978-4-06-518626-8
  5. 2020年5月13日発売、ISBN 978-4-06-519588-8
  6. 2020年8月5日発売、ISBN 978-4-06-520526-6
  7. 2020年12月16日発売、ISBN 978-4-06-521621-7
  8. 2021年6月16日発売、ISBN 978-4-06-523560-7
  9. 2021年11月10日発売、ISBN 978-4-06-525828-6
  10. 2022年4月13日発売、ISBN 978-4-06-527439-2
  11. 2022年9月14日発売、ISBN 978-4-06-529104-7
  12. 2023年2月8日発売、ISBN 978-4-06-530658-1